# NGC 3803
NGC 3803 is een elliptisch sterrenstelsel in het sterrenbeeld Leeuw. Het hemelobject werd op 27 maart 1856 ontdekt door de Ierse astronoom William Parsons.

## Synoniemen
- PGC 36204